# Phyllophaga yemasseei
Phyllophaga yemasseei är en skalbaggsart som beskrevs av Cartwright 1944. Phyllophaga yemasseei ingår i släktet Phyllophaga och familjen Melolonthidae. Inga underarter finns listade i Catalogue of Life.